# Eric Coates
Eric Coates (Hucknall, Nottinghamshire, 27 augustus 1886- Chichester 21 december 1957) was een Britse altviolist, dirigent en componist. Hij werd in het midden van de twintigste eeuw door sommigen, waaronder Percy Grainger, beschouwd als de ongekroonde koning van de lichte muziek.
Coates kwam uit een muzikaal gezin; vader (arts) speelde dwarsfluit en moeder speelde piano. Hij begon op zijn zesde jaar met muziek, toen hij noten op papier wilde zetten van volksliedjes en vroeg daarom een viool; hij heeft zichzelf de beginselen van het instrument bijgebracht. Toen een soloviolist niet op kwam dagen vanwege hevige mist, gaf hij op tienjarige leeftijd zijn eerste concert (nog zonder opleiding). Daarna trad hij toe tot een plaatselijk strijkensemble, dat ook een van zijn eerste composities uitvoerde (Ballad). Toen hij merkte dat er een grotere vraag was naar altviolisten, veranderde hij van  instrument. Alhoewel zijn vader liever had dat hij "een vak" ging leren, mocht Coates naar de Royal Academy of Music  (1906), waar hij les kreeg van Lionel Tertis (altviool) en Frank Corder (compositie).
Zijn eerste succes als componist volgde in 1911 als tijdens de Proms zijn Miniature Suite wordt uitgevoerd door Henry Wood. Coates zat toen zelf al een jaar in het orkest (Queen’s Hall Orchestra) en kon dus ook van binnenuit in het orkest componeren. Daarnaast werkte Coates in talloze variétéorkesten, waar hij ondergedompeld werd in de lichte klassieke muziek. In 1919 kwamen de twee orkestcarrières echter met elkaar in botsing: Coates werd uit het Queen's Hall Orchestra ontslagen omdat hij plaatsvervangers naar zijn altvioollessenaar stuurde zodat hij elders zijn eigen werk kon dirigeren. Vanaf dat ogenblik koos hij voor een loopbaan als componist; hij raakte zijn altviool nauwelijks meer aan. 
Zijn eerste grote succes was de ouverture The Merrymakers (1922). Elf jaar later kwam hij met de Londen Suite; het laatste deel daaruit, Knightsbridge, wordt door de British Broadcasting Corporation als tune gebruikt voor hun radioprogramma In Town Tonight. Het zou daar niet bij blijven, aan aantal werkjes wordt gebruikt voor andere programma’s, bijvoorbeeld By the Sleepy Lagoon bij het programma Desert Islands disc. Dit werk is ook in het Nederlandse attractiepark de Efteling te horen bij het sprookje van De Magische Klok en vormde daar tot 2024 de rode draad in de muziek van de watershow Aquanura. Hij heeft zelf als dirigent ook nog wat opnamen gemaakt in het 78-toeren-tijdperk .
In 1953 schrijft Coates zijn autobiografie Suite in Four Movements.

## Coates
Zijn zoon Austin Coates werd schrijver. Eric Coates is geen familie van de componisten Albert Coates en Gloria Coates.   

## Oeuvre (selectief)
- 1930 By the sleepy lagoon
- 1933 London suite
- 1918 Wood nymphs
- 1920 At the dance
- 1922 The Merrymakers
- 1926 Three bears fantasy
- 1929 Cinderella fantasy
- 1933 From meadow to mayfair suite
- 1935 Man from the sea
- 1936 London again suite
- 1937 Saxo-rhapsody
- 1940 Calling all workers
- 1944 Three Elizabeths suite
- 1949 Music everywhere
- 1954 Dambusters

- Bibsys: 4077895
- Biblioteca Nacional de España: XX843431
- Bibliothèque nationale de France: cb13925048r (data)
- Catàleg d'autoritats de noms i títols de Catalunya: 981058618183406706
- CiNii: DA12911129
- Gemeinsame Normdatei: 122359607
- International Standard Name Identifier: 0000 0001 1033 4432
- Library of Congress Control Number: n80096731
- Nationale Bibliotheek van Letland: 000068822
- MusicBrainz: 76edf08f-d673-407c-9402-5552cc382f49
- Bibliotheek van het Japanse parlement: 01033815
- Nationale Bibliotheek van Tsjechië: mzk2011662249
- Nationale bibliotheek van Australië: 36058956
- Nationale Bibliotheek van Israël: 987007259888905171
- Nationale en Universitaire bibliotheek Zagreb: 000278537
- Nederlandse Thesaurus van Auteursnamen: 079199488
- Istituto Centrale per il Catalogo Unico: TO0V159099
- SNAC: w6v421hv
- Système universitaire de documentation: 158365135
- Trove: 1204071
- Virtual International Authority File: 120718981
- WorldCat: E39PBJtcJ9VvVGgCRBYfk7DDv3